# Копанки (Красноградский район)
Копанки (укр. Копанки), село, 
Владимировский сельский совет, 
Красноградский район, 
Харьковская область.
Код КОАТУУ — 6323380503. Население по переписи 2001 года составляет 172 (82/90 м/ж) человека.

## Географическое положение
Село Копанки находится в верховьях балки Шишова, в 3-х км от реки Вшивая (левый берег).
На расстоянии в 3 км расположено село Лукашовка. 
Через село проходит автомобильная дорога М-18 (E 105).

## История
- 1900 — дата основания.